# La última noche de Sandra M.
La última noche de Sandra M. és una pel·lícula dramàtica biogràfica espanyola de 2023 dirigida per Borja de la Vega i protagonitzada per Claudia Traisac en el paper de Sandra Mozarowsky.

## Argument
Durant 1977, Sandra Mozarowsky, de 18 anys, és actriu en la Transició espanyola i participa en l'anomenat cinema de destape, encara que ella aspira a ser una gran intèrpret. Sola i angoixada per un embaràs no desitjat, intenta decidir el seu futur mentre rep visites inesperades: la de la seva millor amiga, Inma de Santis i altres que porten males notícies.

## Repartiment
- Claudia Traisac com a Sandra Mozarowsky[4]
- Georgina Amorós com a Inma de Santis[5]
- Nicolás Illoro com a Nico
- Pep Ambrós com a Fotògraf
- Beatriz Arjona com Mamen
- Olaya Caldera com Cristina d'Andrés
- Rafa Castejón com a Periodista
- Manu Imizcoz com Chico
- Ramón Pujol com a Director
- Bruno Sevilla com Dean
- Oriol Tarrasón com Desconegut
- Núria Prims com a mare de Sandra

## Producció
La pel·lícula és una producció de Paciencia y Barajar i Toned Media. Toni Espinosa, Maria Àngels Amorós, Ricardo Gómez, i Borja de la Vega va assumir les tasques de producció. Els exteriors del rodatge es van fer a Barcelona.

## Estrena
La pel·lícula es va presentar a la secció ZonaZine del 26è Festival de Cinema de Màlaga el 17 de març de 2023. Distribuïda per Filmin, es va estrenar a les sales d'Espanya el 15 de desembre de 2023.

## Recepció
Toni Vall de Cinemanía va puntuar la pel·lícula amb 4 sobre 5 estrelles, escrivint en el veredicte sobre una "creació emocionant de Claudia Traisac, una actuació deliciosa".
Quim Casas d' El Periódico de Catalunya va valorar la pel·lícula amb 2 sobre 5 estrelles, tenint en compte que la primera part és quan la pel·lícula funciona millor, i la segona part, que funciona com una mena de "malson al·lucinatori" no va tan bé.